# دنيس كانافان
دنيس كانافان هو كاتب سير ذاتية وسياسي بريطاني، ولد في 8 أغسطس 1942 في كودنبيت ‏ في المملكة المتحدة.

## مناصب
- في الانتخابات العامة في المملكة المتحدة أكتوبر 1974 [الإنجليزية]‏، انتخب عضو البرلمان السابع والأربعون للمملكة المتحدة  [لغات أخرى]‏ عن دائرة West Stirlingshire (UK Parliament constituency) [الإنجليزية]‏ وقد انضم خلال فترته النيابية ‏ (10 أكتوبر 1974 – 7 أبريل 1979) للكتلة البرلمانية حزب العمال.
- في الانتخابات العامة للمملكة المتحدة 1979 [الإنجليزية]‏، انتخب عضو البرلمان الثامن والأربعون للمملكة المتحدة  [لغات أخرى]‏ عن دائرة West Stirlingshire (UK Parliament constituency) [الإنجليزية]‏ وقد انضم خلال فترته النيابية ‏ (3 مايو 1979 – 13 مايو 1983) للكتلة البرلمانية حزب العمال.
- في الانتخابات العمومية للمملكة المتحدة 1983 [الإنجليزية]‏، انتخب عضو البرلمان التاسع والأربعون للمملكة المتحدة  [لغات أخرى]‏ عن دائرة Falkirk West (UK Parliament constituency) [الإنجليزية]‏ وقد انضم خلال فترته النيابية ‏ (9 يونيو 1983 – 18 مايو 1987) للكتلة البرلمانية حزب العمال.
- في الانتخابات العمومية للمملكة المتحدة 1987 [الإنجليزية]‏، انتخب عضو البرلمان الخمسون للمملكة المتحدة  [لغات أخرى]‏ عن دائرة Falkirk West (UK Parliament constituency) [الإنجليزية]‏ وقد انضم خلال فترته النيابية ‏ (11 يونيو 1987 – 16 مارس 1992) للكتلة البرلمانية حزب العمال.
- في الانتخابات العامة في المملكة المتحدة 1992 [الإنجليزية]‏، انتخب عضو البرلمان الحادي والخمسون للمملكة المتحدة  [لغات أخرى]‏ عن دائرة Falkirk West (UK Parliament constituency) [الإنجليزية]‏ وقد انضم خلال فترته النيابية ‏ (9 أبريل 1992 – 8 أبريل 1997) للكتلة البرلمانية حزب العمال.
- انتخب عضو البرلمان الثاني والخمسون للمملكة المتحدة  [لغات أخرى]‏ عن دائرة Falkirk West (UK Parliament constituency) [الإنجليزية]‏ وقد انضم خلال فترته النيابية ‏ (26 مارس 1999 – 21 نوفمبر 2000) للكتلة البرلمانية مستقل.
- في الانتخابات العامة في المملكة المتحدة 1997 [الإنجليزية]‏، انتخب عضو البرلمان الثاني والخمسون للمملكة المتحدة  [لغات أخرى]‏ عن دائرة Falkirk West (UK Parliament constituency) [الإنجليزية]‏ وقد انضم خلال فترته النيابية ‏ (1 مايو 1997 – 26 مارس 1999) للكتلة البرلمانية حزب العمال.
- في الانتخابات النيابية العمومية الاسكتلندية 2003 [الإنجليزية]‏، انتخب عضو البرلمان الاسكتلندي الثاني ‏ عن دائرة Falkirk West (Scottish Parliament constituency) [الإنجليزية]‏ وقد انضم خلال فترته النيابية [الإنجليزية]‏ (1 مايو 2003 – 2 أبريل 2007) للكتلة البرلمانية مستقل.
- في الانتخابات النيابية العمومية الاسكتلندية 1999 [الإنجليزية]‏، انتخب عضو البرلمان الاسكتلندي الأول ‏ عن دائرة Falkirk West (Scottish Parliament constituency) [الإنجليزية]‏ وقد انضم خلال فترته النيابية [الإنجليزية]‏ (6 مايو 1999 – 31 مارس 2003) للكتلة البرلمانية مستقل.